# Georges Berthet
Georges Berthet (francès: Georges Camille Jules Olivier Berthet)  (Les Rousses, 18 de setembre de 1903 - Morez, 14 d'agost de 1979) fou un esquiador francès que va competir durant la dècada del 1920.
El 1924 va prendre part en els Jocs Olímpics de Chamonix, on va guanyar la medalla de bronze en la prova de patrulla militar per equips, formant equip amb André Vandelle, Camille Mandrillon i Maurice Mandrillon.